# Виктория Французская
Принцесса Виктория Французская (фр. Marie Louise Thérèse Victoire de France; 11 мая 1733 — 7 июня 1799) — седьмой ребёнок и пятая дочь короля Франции Людовика XV и королевы Марии Лещинской. При дворе была известна как Мадам Виктуар. Виктория пережила всех своих братьев и сестёр, кроме сестры Марии Аделаиды, которая скончалась в следующем году.

## Биография

### Ранние годы. Жизнь в Версале
Мария Луиза Тереза Виктория Французская родилась 11 мая 1733 года в королевском дворце Версаль. Она была седьмым ребёнком и пятой дочерью короля Франции Людовика XV и Марии Лещинской. Как и её сёстры, она была отправлена в монастырь Фонтевро, где жила до 1748 года, пока ей не исполнилось 15 лет.
В возрасте 15 лет она вернулась в Версаль. Принцесса не любила своего отца за его постоянные измены матери. Она открыто критиковала фавориток Людовика мадам де Помпадур и мадам Дюбарри.
Считаясь самой красивой дочерью короля, она никогда не выходила замуж. В 1753 году поступило предложение о браке Виктории и короля Испании Фердинанда VI, так как жена последнего была тяжело больна, но смогла выздороветь и прожила ещё пять лет. В 1765 году её старший брат и наследник французского трона умер от чахотки. Через три года, в 1768 году умерла мать Виктории королева Мария Лещинская. Принцесса тяжело переживала смерть брата и матери. В это время у отца появилась новая фаворитка, мадам Дюбарри, которую Виктория не переносила. Она очень часто жаловалась отцу, что тот уделяет много времени своей фаворитке, и совсем не общается с родными детьми.
16 мая 1770 года её племянник, дофин Франции Луи женился на австрийской эрцгерцогине Марии Антуанетте. Свадьба прошла в Версале. Виктория и её сестра Мария Аделаида попытались использовать влияние Марии Антуанетты для того, чтобы избавиться от мадам Дюбарри. Сначала это работало. Мария Антуанетта презирала Дюбарри. Когда же об этом узнала мать дофины, императрица Мария Терезия, то немедленно отговорила дочь от этого. Она не хотела портить отношения с королём Франции из-за нелюбви к Дюбарри.

### Французская революция
После штурма Версаля французскими санкюлотами 5 октября 1789 года, Виктория и её сестра Мария Аделаида поселились в замке Бельвю. В ужасе от ситуации в стране, они попытались выехать в Италию 20 февраля 1791 года, но были задержаны на границе. Через несколько дней им всё же разрешили покинуть страну. В Италии они поселились у своей племянницы королевы Сардинии Марии Клотильды, дочери их брата. Они прибыли в Рим 16 апреля 1791 года.
Из-за революционных войн сёстры вынуждены были постоянно переезжать. Они переехали в Неаполь в 1796 году, затем в 1799 году в Триест, где Виктория умерла от рака груди. Мария Аделаида умерла год спустя. Их тела были позже перевезены во Францию их племянником, королём Людовиком XVIII и захоронены в аббатстве Сен-Дени.
Принцесса была тёткой французским королям Людовику XVI, Людовику XVIII, Карлу X, королеве Испании Марии Луизе, герцогу Пармскому Фердинанду. 

## Титул
- 11 мая 1733 — 7 июня 1799 Её Королевское высочество принцесса Виктория Французская